# Lettonia ai Giochi della XXXIII Olimpiade
La Lettonia ha partecipato ai Giochi della XXXIII Olimpiade, svoltisi a Parigi dal 26 luglio all'11 agosto 2024, con una delegazione di 29 atleti, 16 uomini e 13 donne, in 11 sport e 14 discipline.
I portabandiera alla cerimonia di apertura sono stati Nauris Miezis e Tīna Graudiņa.

## Delegazione
| Sport              | Uomini | Donne | Totale |
| ------------------ | ------ | ----- | ------ |
| Atletica leggera   | 3      | 5     | 8      |
| Beach volley       | 0      | 2     | 2      |
| Ciclismo           | 4      | 2     | 6      |
| Equitazione        | 1      | 0     | 1      |
| Nuoto              | 1      | 1     | 2      |
| Pallacanestro      | 4      | 0     | 4      |
| Pentathlon moderno | 1      | 0     | 1      |
| Sollevamento pesi  | 1      | 0     | 1      |
| Tennis             | 0      | 1     | 1      |
| Tiro               | 1      | 1     | 2      |
| Tuffi              | 0      | 1     | 1      |
| Totale             | 16     | 13    | 29     |